# Amata phegeulus
Amata phegeulus är en fjärilsart som beskrevs av Otto Staudinger 1921. Amata phegeulus ingår i släktet Amata och familjen björnspinnare. Inga underarter finns listade i Catalogue of Life.